# Song Šilun
Song Šilun (kitajščina: 宋时轮; pinjin: Sòng Shílún; Wade–Giles: Sung Shih-lun), kitajski general, * 1. september 1907, Hunan, dinastija Čing † 17. september 1991, Šanghaj, Ljudska republika Kitajska.